# 李践为
李践为（1915年—1992年），男，奉天（今辽宁）义县人，中华人民共和国政治人物、中共党史学家，曾任中共中央直属高级党校党委委员、校委委员。